# Dick Maurer
Theodorus (Dick) Maurer, ook gekend als Kick Maurer (Amsterdam, 31 mei 1932 – Volendam, 22 maart 1999) was een Nederlands voetballer en voetbaltrainer.

## Biografie
Dick Maurer was de zoon van de Casper Christiaan Maurer en Catharina Bond. Hij was getrouwd met Alida Geertuda Maria (Akkie) Deitmers. Hij had vier kinderen.
Maurer speelde in de jaren vijftig en begin jaren zestig voor Volendam. Na de plaatsing van FC Volendam bij de Eredivisie in 1958 speelde hij als rechtsback tussen 1959 en 1962 39 wedstrijden waarin hij vijf doelpunten maakte. Als eerste Volendammer alpinist beoefende en zette hij zich in voor verscheidene sporten. Na zijn voetballoopbaan was hij leraar lichamelijke oefening. Hij was voetbalcoach van de profclubs Hilversum en Blauw-Wit en verschillende amateurverenigingen. Ook geldt hij als (mede)oprichter van onder andere Badmintonclub Waterland, Basketbalvereniging Volendam en Volleybalclub Volendam. In seizoen 1981/82 was hij hoofdtrainer van FC Volendam.
Maurer overleed in 1999 op 66-jarige leeftijd aan een hartstilstand.